# Горенки (Московская область)
Горенки — деревня в Пушкинском городском округе Московской области России. Население — 8 чел. (2010).

## География
Расположена на севере Московской области у границы с Сергиево-Посадским районом, примерно в 22 км к северу от центра города Пушкино и 37 км от Московской кольцевой автодороги, на реке Сумери бассейна Клязьмы.
К деревне приписано два садоводческих товарищества. В 6,5 км к востоку проходит линия Ярославского направления Московской железной дороги, в 10 км к востоку — Ярославское шоссе М8. Ближайшие населённые пункты — деревни Жилкино, Луговая и Папертники, ближайший остановочный пункт — платформа Калистово.

## Население
| 1890 | 1899 | 1926 | 2002 | 2006 | 2010 |
| ---- | ---- | ---- | ---- | ---- | ---- |
| 77   | ↘42  | ↗79  | ↘19  | ↘9   | ↘8   |

## История
В 1890 году — деревня Митинской волости 1-го стана Дмитровского уезда Московской губернии, в 28 верстах от уездного города и 10 верстах от становой квартиры, проживало 77 жителей.
В 1913 году — 13 дворов, имелось земское училище.
По материалам Всесоюзной переписи населения 1926 года — деревня Артёмовского сельсовета Хотьковской волости Сергиевского уезда Московской губернии в 10,7 км от Ярославского шоссе и 9,6 км от станции Софрино Северной железной дороги, проживало 79 жителей (39 мужчин, 40 женщин), насчитывалось 16 хозяйств, из которых 14 крестьянских.
С 1929 года — населённый пункт в составе Пушкинского района Московского округа Московской области. Постановлением ЦИК и СНК от 23 июля 1930 года округа как административно-территориальные единицы были ликвидированы.
1994—2006 гг. — деревня Луговского сельского округа Пушкинского района.
С 2006 года — деревня городского поселения Ашукино Пушкинского муниципального района Московской области.
23 июля 2019 года Пушкинский район как административно-территориальная единица области был упразднён, вместо него образована новая административно-территориальная единица — город областного подчинения Пушкино с административной территорией, включая деревню Горенки в его составе.

## Известные уроженцы
- Галин Константин Иванович (1920—1998) — участник Великой Отечественной войны, полный кавалер ордена Славы.